# Ian Fleming

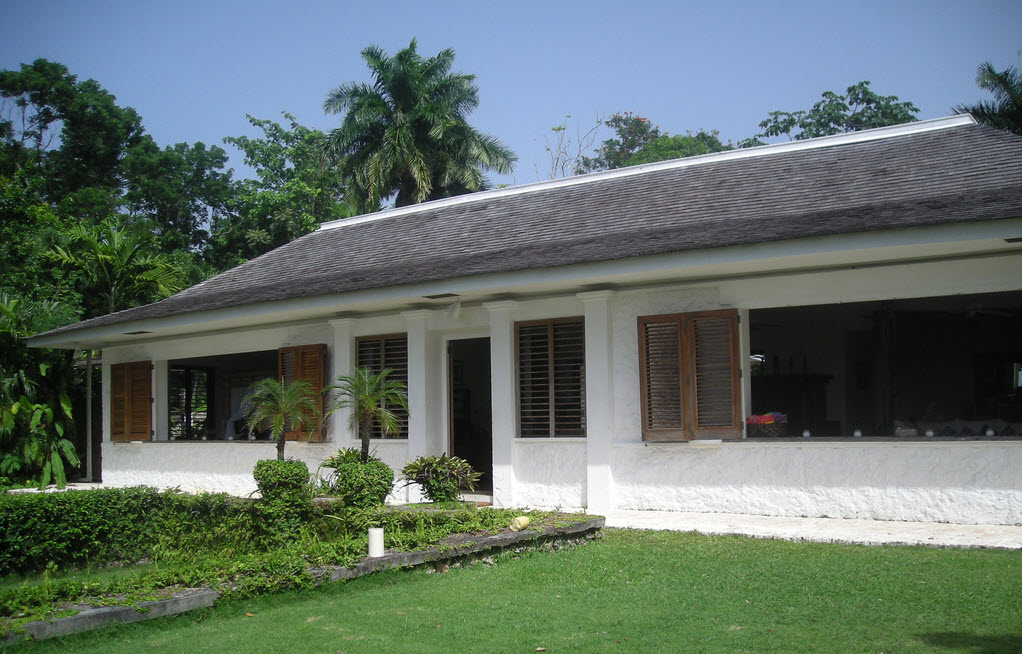
A jamaicai birtok, Goldeneye, ahol a James Bond történetét írta

Ian Lancaster Fleming (Mayfair, 1908. május 28. – Canterbury, 1964. augusztus 12.) brit író, újságíró, a második világháborúban tengerésztiszt és hírszerző. James Bond karakterének megteremtője.

## Élete
James Bond figurájának megalkotója, Ian Fleming vagyonos angol családba született. John Lanchester (aki 3 regény előszavát is írta) szerint Ian nem szívesen követte volna a családi hagyományokat a közgazdaságtan területén, így gyakran teljesen más véleményen volt, mint családja többi tagja.
Diákévei sem teltek unalmasan, hiszen anyja azért vette ki egy híres angol iskolából, mert nemi betegséget szedett össze egy prostituálttól. Hosszabb-rövidebb szünet után a tengerészet kémelhárításánál kapott állást. Goldfrey admirális, a felettese ihlette Bond főnökének, M-nek karakterét. Goldfrey admirálisnak köszönhető Bond egyik legjelentősebb ismertetőjegye, a „vodka-martini rázva nem keverve”, hiszen az admirális csak így itta.
Moneypenny figurája is ebből a korszakából származik. Az iroda titkárnőjének személyisége annyira megragadta az írót, hogy egyik legjelentősebb tulajdonságát kölcsönvette James Bond számára. Ugyanis a titkárnő kivételesen jól tudta a kalapot az iroda egyik sarkából a szoba másik sarkában lévő fogasra dobni.

## A második világháború
Ian Fleming ugyanolyan nőfaló volt az életben, mint az általa megformált hős, James Bond. A második világháborúban a haditengerészet hírszerzésében dolgozott William Stephensonnal. Ebben a minőségében részt vett brit titkosszolgálatok közös szervének, a Joint Intelligence Committee-nek a munkájában is, ahol akkoriban az MI6 képviselője Kim Philby volt. Philby később emlékirataiban arról számolt be, hogy akkoriban unalmas, fura fickónak tartotta.
A háború után Fleming ismét újságírónak szegődött.

## A feleség és az írás
A nők is fontos szerepet játszottak az életében. Ann Charteris volt élete nagy szerelme, de a hölgy egy gazdagabb lordot választott férjéül. Hibájára az ötvenes években jött rá az asszony és 1952-ben összeházasodtak. A nászút több szempontból is jelentős volt az exkém számára, hiszen felesége bátorítására nekilátott egy már régóta a fejében formálódó történet megírására, aminek a címe Casino Royale lett. A történettel megszületett a XX. század legismertebb titkos ügynökének, James Bondnak az első története. Nevét egy könyvcímlapon szereplő ornitológusról kapta, akivel az író öregkorában személyesen is találkozott. A regényt jamaicai birtokán írta (amelynek neve: Goldeneye).
A Casino Royale csak a kezdete volt egy tizennégy részes könyvsorozatnak, aminek az utolsó része Az aranypisztolyos férfi volt, amelyet az író már nem tudott befejezni. A könyvek esetében is azok a legsikeresebbek, amelyek később a filmeknél (Goldfinger, Dr. No, Csak kétszer élsz).

## Stílusa és írásának jellemző vonásai
A kiválóan megírt regényeket ma is élvezetes olvasni, nemzetközi népszerűségük évtizedek óta töretlen, sőt, némi további egzotikus bájt kölcsönöz nekik a korszak gondolkodásmódjának, értékeinek és nem utolsósorban tárgyi világának színes és pontos visszaadása. A kalandokkal, luxussal, kíméletlenséggel és kínzásokkal teli álomvilág érzékletes bemutatására mélységes életszeretet és egyfajta nyers, kesernyés filozofikusság jellemző. Az izgalmas akciójelenetek és a szofisztikáltan megrajzolt, karakteres rosszfiúk is a világsiker indokául szolgálhatnak.

## Magyarul
- Goldfinger; ford. Gáspár András; Fabula, Bp., 1989 (James Bond sorozat)
- Csak kétszer élsz. James Bond; ford. Krasznai Márton; I.P. Coop, Bp., 1990 (I. P. C. könyvek)
- Gömbvillám akció; ford. Gáspár András; Fabula, Bp., 1990
- A gyémánt örök. James Bond; ford. Révbíró Tamás; I.P. Coop, Bp., 1990 (I. P. C. könyvek)
- Casino Royale; ford. Krajcsi Tímea; Beholder, Bp., 1998
- Dr. No. James Bond, a 007-es számú titkosügynök izgalmas kalandjai; ford. Nagy Márta; Scolar, Bp., 1999
- Voodoo. James Bond, a 007-es számú titkosügynök izgalmas kalandjai; ford. Tandori Dezső; Scolar, Bp., 1999

### Egyéb
- Sebastian Faulksː Az ördög táncba visz; Ian Fleming nyomán; Alexandra, Pécs, 2008

## Alakja játékfilmen
- 1990: Ian Fleming titkos élete(wd) (The Secret Life of Ian Fleming), amerikai fikciós kalandfilm, rendezte Ferdinand Fairfax, címszereplő Jason Connery